# Racomitrium protensum
Racomitrium protensum là một loài Rêu trong họ Grimmiaceae. Loài này được (A. Braun ex Duby) Huebener mô tả khoa học đầu tiên năm 1833.